# Fadenschwanzrochen
Die Fadenschwanzrochen (Anacanthobatidae (Gr.: „a“ = ohne; „akantha“ = Dorn; „bathys“ = tief)) sind eine Familie der Rochen (Batoidea). Sie besteht aus 14 Arten von relativ kleinen, 20 bis 60 Zentimeter langen Rochen, die vor allem durch ihre spitz zulaufenden Schnauzen auffallen. Die Arten der Familie leben in den Küstengewässern tropischer und subtropischer Meere. Die Familie wird nicht von allen Autoren anerkannt. Nelson stellt die Gattung Anacanthobatis in die Familie der Echten Rochen (Rajidae). Sinobatis und Indobatis waren noch nicht beschrieben als sein Standardwerk zur Fischsystematik Fishes of the World erschien. 

## Merkmale
Die Arten der Fadenschwanzrochen sind durchweg kleine Knorpelfische, die Körperlängen von etwa 20 bis 60 Zentimeter erreichen. Die kleinste Art ist dabei Indobatis ori mit durchschnittlich 21 Zentimeter Körperlänge während Sinobatis melanosoma durchschnittlich 59 Zentimeter lang wird. Charakteristisch ist eine zugespitzte Schnauze, die in ein Filament ausläuft. Rückenflossen fehlen, eine dünne Schwanzflosse ist allerdings vorhanden. Auf der Bauchseite befinden sich fünf kleine Kiemenspalten. Sowohl die Ober- wie die Unterseite der Rochen ist glatt und besitzt keine Hautzähnchen. Der Schwanz ist dünn und ein wenig kürzer als der Restkörper. Wegen ihrer beinartig abgesetzten Bauchflossen werden die Fische im deutschen als Beinrochen und entsprechend im englischen als „leg skates“ bezeichnet.

## Verbreitung und Lebensweise
Die Tiere leben im tropischen westlichen Atlantik, vor allem vor der Küste des südlichen Afrika. Zudem sind sie aus dem Chinesischen Meer, Indonesien und Australien bekannt. Alle Arten leben am Meeresboden in der Tiefsee und kommen im Regelfall in Tiefen unterhalb von 200 Metern vor, wobei einzelne Arten wie vor allem Indobatis ori in Meerestiefen von 1000 bis 1725 Metern zu finden sind. Über die Lebensweise und die Bestandsgrößen liegen bei fast allen Arten keine Daten vor.

## Gattungen und Arten
Die folgenden 14 Arten werden in die Familie der Fadenschwanzrochen eingeordnet:
- Gattung Anacanthobatis von Bonde & Swart, 1924
  - Anacanthobatis marmorata von Bonde & Swart, 1923
- Gattung Indobatis Weigmann et al., 2014 
  - Indobatis ori (Wallace, 1967)
- Gattung Schroederobatis Hulley, 1973
  - Schroederobatis americana (Bigelow & Schroeder, 1962)
- Gattung Sinobatis
  - Sinobatis andamanensis Last & Bussarawit, 2016
  - Sinobatis borneensis (Chan, 1965)
  - Sinobatis brevicauda Weigmann & Stehmann, 2016
  - Sinobatis bulbicauda Last & Séret, 2008
  - Sinobatis caerulea Last & Séret, 2008
  - Sinobatis filicauda Last & Séret, 2008
  - Sinobatis kotlyari Stehmann & Weigmann, 2016
  - Sinobatis melanosoma (Chan, 1965)
  - Sinobatis stenosomus (Li & Hu in Chu, Meng, Hu & Li, 1982)
- Gattung Springeria Bigelow & Schroeder, 1951[1]
  - Springeria folirostris Bigelow & Schroeder, 1951
  - Springeria longirostris (Bigelow & Schroeder, 1962)